# Det jeg skulle ha gitt
Det jeg skulle ha gitt är ett musikalbum med Stein Ove Berg, utgivet 2002 som CD av skivbolaget Master Musik. Albumet blev Bergs sista studioalbum innan han avled 17 juni samma år.

## Låtlista
1. "For mye deg" – 3:55
2. "Han som veit" (Ira Stanphill, norsk text: Stein Ove Berg) – 4:38
3. "Det jeg skulle ha gitt" (Carl Jackson, norsk text: Stein Ove Berg) – 2:49
4. "Fins et lys" (Trad./June Carter Cash, norsk text: Jan Eriksen) – 3:28
5. "Drøm i desember" – 2:58
6. "Lær meg å kjenne dine veie" (Trad./Jakob Paulli) – 3:18
7. "Ei åpen hånd" – 2:56
8. "Bur" – 2:16
9. "Her er en sang" (Tom Paxton, norsk text: Stein Ove Berg) – 3:34
10. "Du kom som Juni" – 3:53
11. "Tida tar oss med" (Asbjørn Berg/Jørn Johansen) – 2:52

- Alla låtar skrivna av Stein Ove Berg där annat inte anges.

## Medverkande
Musiker
- Stein Ove Berg – sång, gitarr
- Tor Øyvind Quille – trummor, piano
- Jan Sjølie – kontrabas, basgitarr
- Tore Blestrud – steelgitarr, dobro
- Bill Booth – violin
- Nils Halleland – mandolin, gitarr, dobro, slidegitarr
- Morten Sand – steelgitarr
- Geir Otnæs – dragspel
- Arild Torvik, Knut Hem – trummor, percussion
- Victoria Østrem – sång (på "Drøm i desember")
- Henning Kvitnes – sång, gitarr (på "Her er en sang")

Produktion
- Stein Ove Berg – musikproducent, ljudtekniker
- Tor Øyvind Quille – musikproducent
- Jan Sjølie – musikproducent
- Nils Halleland – musikproducent, ljudtekniker